# Bellingham (Washington)
Bellingham es una ciudad ubicada en el condado de Whatcom en el estado estadounidense de Washington. En el año 2000 tenía una población de 80.055 habitantes y una densidad poblacional de 1.011,5 personas por km².

## Geografía
Bellingham se encuentra ubicada en las coordenadas 48°45′1″N 122°28′30″O / 48.75028, -122.47500.

## Demografía
Según la Oficina del Censo en 2000 los ingresos medios por hogar en la localidad eran de $32.530, y los ingresos medios por familia eran $47.196. Los hombres tenían unos ingresos medios de $35.288 frente a los $25.971 para las mujeres. La renta per cápita para la localidad era de $19.483. Alrededor del 20,6% de la población estaban por debajo del umbral de pobreza.